# Luca-napi szokások

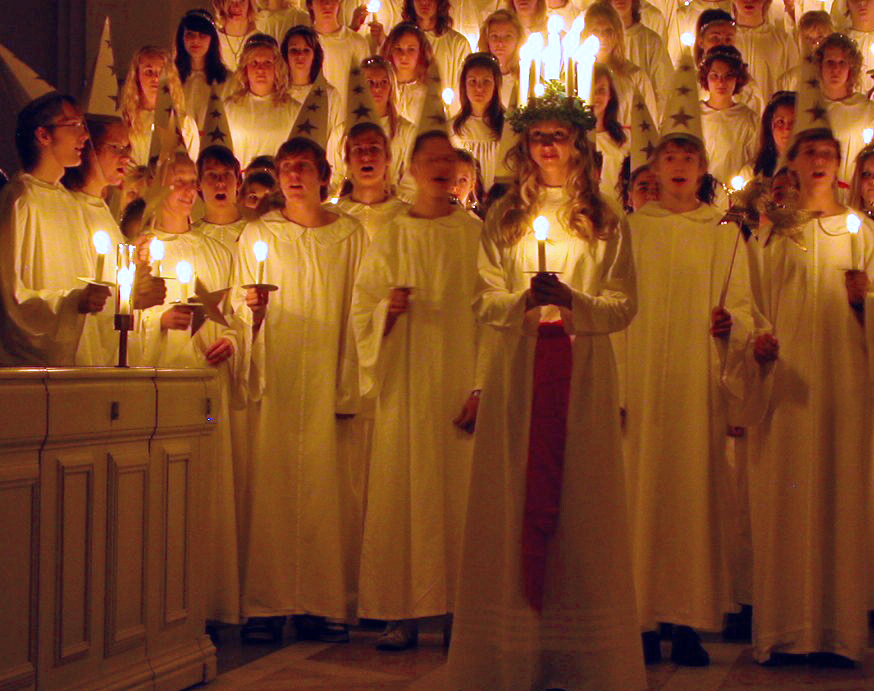
Luca-nap köszöntése egy svéd luteránus templomban 2007-ben

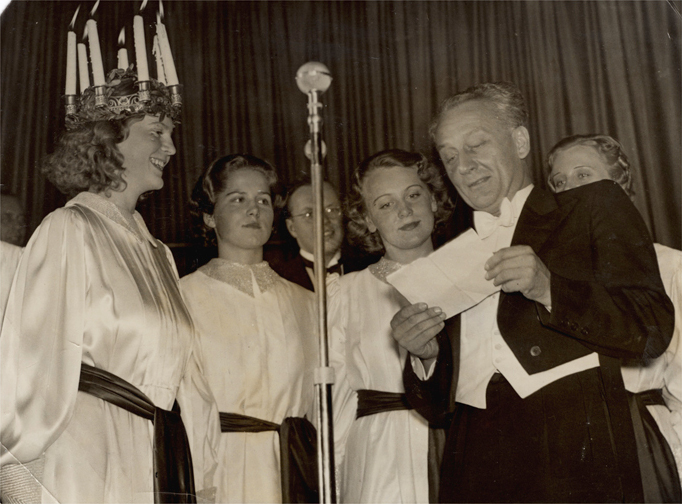
Szent-Györgyi Albert 1937-ben kihirdeti a luca-napi győztest (a Nobel-hét zárónapján).

Luca napjához (december 13.) több népszokás is kapcsolódik. Ezek eredete valószínűleg az, hogy a Gergely-naptár bevezetése előtt ez a nap volt az év legrövidebb napja (eltérően a mai téli napfordulótól, ami december 21-re, esetenként 22-ére esik).
Luca-napon régen tilos volt fonni, sütni, mosni. Nem volt ajánlatos kölcsönadni sem, mert az elkért dolgok boszorkányok kezére kerülhettek.

## Eredete
Ezen a napon Szent Lúciára emlékezünk, aki egy előkelő szicíliai családban nevelkedett. 
A keresztény hitre tért szép fiatal leány szüzességet fogadott, hogy életét Krisztusnak szentelhesse, majd mártírhalált halt hitéért. Példamutató tisztasága és alázatos élete folytán nevét a fény (lux) szóval is kapcsolatba hozták.
Németországban kedvelt szent. Északon a Luca-menyasszonyt koszorúval és gyertyával 1780-ban említik először, a szokást újraélesztették Svédországban Nobel Alfréd halála évfordulójával összefüggésben. Nevezetesen a Nobel-ünnepségek zárónapja december 13., és e nap reggelén gyertyás-koronás lányok köszöntik az új Nobel-díjasokat. Magyarországon Luca-napon a család minden tagjának sütnek egy lucapogácsát, és egyikbe pénzdarabot rejtenek el. Aki ráharap, szerencsés lesz.

## Mondóka
„Luca, Luca, kitty-kotty,

Tojjanak a tiktyok!

Tiktyok, luggyok ülőssek legyenek,

Fejszéjek, furójok élessek legyenek!

Ú’ megállanak a helibe,

mint a fűzfa a tövibe!

Akkora disznójuk legyen, mint a hidas,

Akkora szalonnájok legyen, mint a pajtakapu,

Ollan hosszu kóbászuk legyen, mint a falu hossza,

Annyi töpörtőjük legyen, mint a tengerben a föveny,

Annyi pénzek legyen, mint az égen a csillag,

Annyi csirkéjük legyen, mint a kertben a fűszál!

Luca, Luca, kitty-kotty!”

– Lucázás a vasi Perenye községben), 28%

## Luca-naptár
A Luca-naptár a régi magyar Luca-hagyománykör egyik eleme, mely szerint a következő esztendő januárjában a megfigyelési helyen olyan idő lesz (átlagosan), mint Luca napján (december 13.), februárban olyan, mint Luca másnapján és így tovább egészen karácsonyig, ami a következő decemberi időjárásra utal.
Egy másik időjósló módszer, a hagymakalendárium szerint egy fej hagymát tizenkét szeletre vágtak és a szeleteket megsózták. A hiedelem szerint az a hónap lesz csapadékosabb a következő esztendőben, amelyiknek megfelelő szelet benedvesedik. A székelyek a hagyma rétegeit használták jóslásra. A vöröshagymából lefejtettek 12 réteget, ez az év egy-egy hónapjának felelt meg. Mindegyikbe egy kevés sót szórtak, amelyikben elolvadt, az a hónap esősnek ígérkezett, a többi száraznak.

## Luca széke
Ehhez a naphoz kötődik a legismertebb hagyomány, a Luca-szék készítése. Ezen a napon kezdték el faragni, úgy, hogy minden nap csak egyetlen műveletet szabadott rajta elvégezni, de szentestére készen kellett lennie. Az éjféli misére magukkal vitték, és ha ráálltak, meglátták a boszorkányokat.

## Luca-búza (lucabúza)
A következő év termését próbálták megjósolni a Luca-búza (vagy lucabúza) keltetéssel. Luca napján búzaszemeket kezdtek csíráztatni a kemence közelében, amelyek karácsony tájára zöldültek ki. Később a kikelt búzával az adventi oltárt díszítették.

## Lucázás
Más néven: kotyolás, palázolás
A lucázás vagy kotyolás, a fiúgyermekek házról házra járó, termékenységvarázsló szokása Nyugat- és Dél-Dunántúlon. Többnyire hajnalban, kisebb csoportokban mentek. A házba betérve engedélyt kértek, s ha megengedték, akkor ráültek egy tuskóra vagy szalmára és elkezdték az éneküket.

## Luca-tök
Magyarországon, főként a Dunántúlon volt szokás a világító Luca-tök készítése. Hagyományos volt sok egyéb Luca napi tréfálkozás. Luca napján szemeket, orrot és vigyorgó szájat faragtak a kivájt sütőtökökbe, majd a házak ablakai elé tették, és azzal ijesztgették egymást. Az ijesztő hatás kedvéért sötétedéskor égő gyertyát tettek a Luca-tök belsejébe.

## További szokások

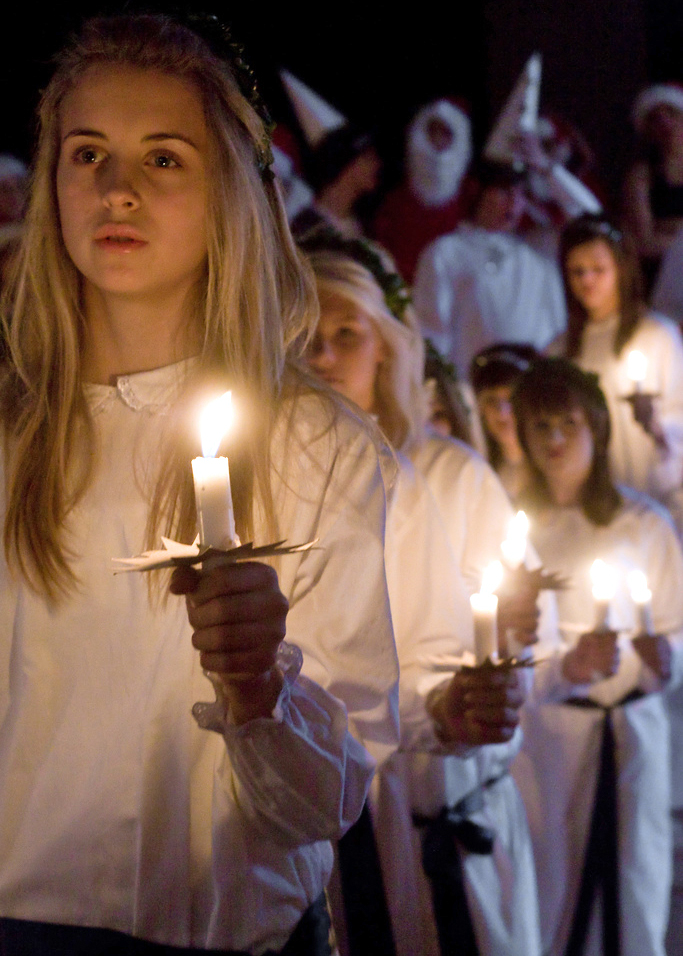
Felvonulás Szent Lucia ünnepén Svédországban

A néphit kétféle Lucát ismer: a jóságost és a boszorkányost. Ez utóbbi terjedt el a néphagyományban. Kevés olyan jeles nap van, amelyhez annyi szokás, hiedelem, jóslás, tiltás kapcsolódna, mind december 13-hoz, Luca napjához. Ez a nap épp úgy alkalmas volt termékenység varázslására, mint házasság-, halál- és időjóslásra, vagy bizonyos női munkák tiltására. Az első látogatóból a várható állatszaporulatra jósoltak. Ugyanis, ha Luca reggelén férfi lép a házba, a szaporodás bika lesz, ha pedig nőlátogató érkezik, üsző.
Luca napját az egész magyar nyelvterületen gonoszjáró napnak tartották, ezért mindenütt védekeztek a boszorkányok ellen. Fokhagymával dörzsölték be az állatok fejét, az ólak ajtajára keresztet rajzoltak, hamut szórtak a kapuk elé, lefekvés előtt fokhagymás kenyeret ettek, hogy szagával elriasszák a gonosz szellemeket, és elzárták a seprűket, nehogy azon nyargalásszanak a boszorkányok.
A lányok ezen a napon 12 gombócot főztek. Mindegyikbe egy férfi nevét rejtették. Amelyik gombóc legelőször a víz felszínére jött, megmondta ki lesz a férjük. Luca napkor vetik a lucabúzát. A búzaszemek gyorsan csíráznak, azt tartják, ha Karácsonyra kizöldül, jó termés várható. Szintén Luca napkor voltak szokásban bizonyos, finomnak éppen nem mondható tréfák is. Egyes vidékeken a legények leakasztották a kertkaput, máshol szétszedték a szekeret a gazda legnagyobb bosszúságára.

## Luca-napi szokások a világban

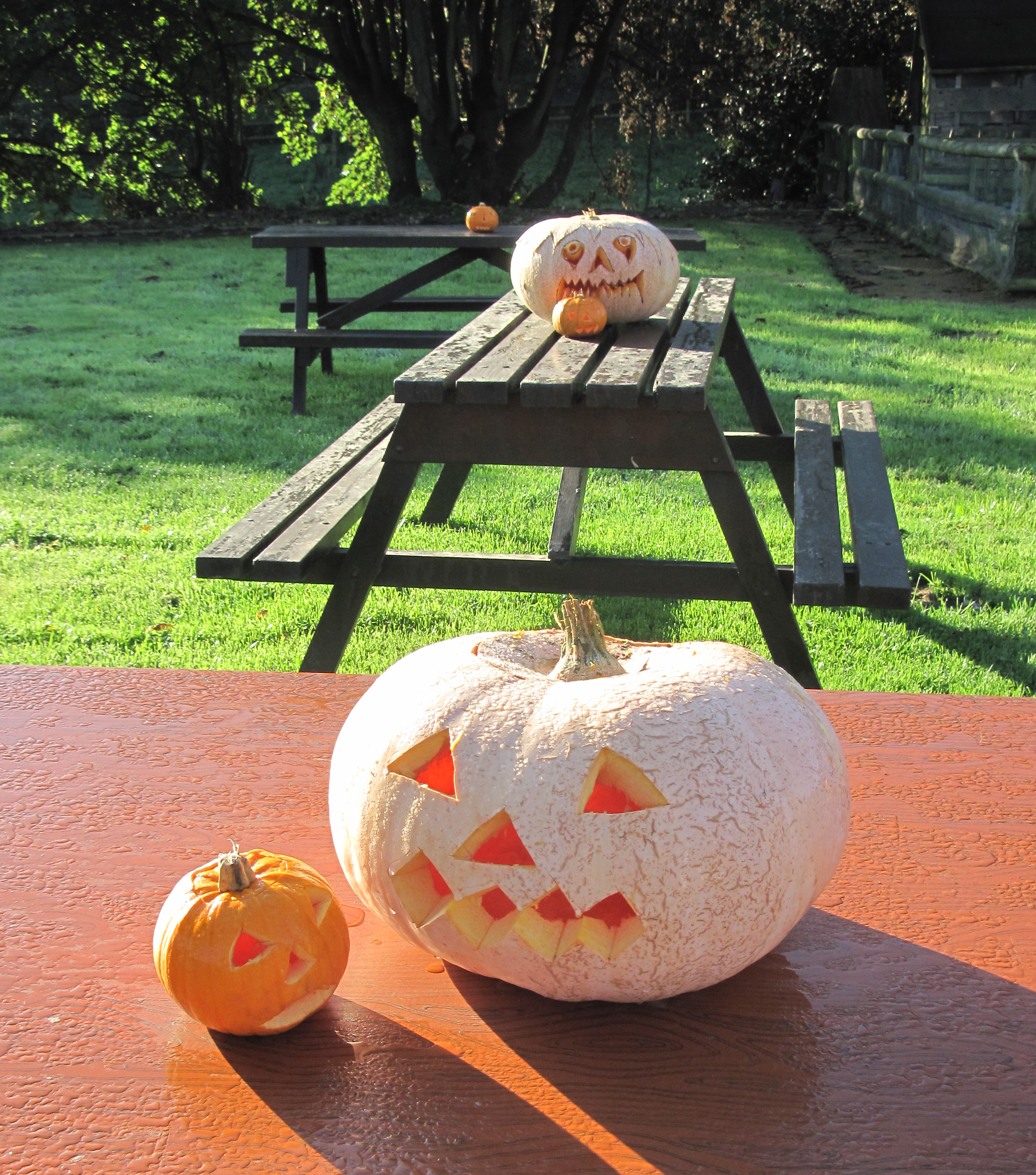
Luca-napi töklámpások

Érdekesség, hogy az angolszász területről ismert, száj, orr és szemnyílással ellátott világító sütőtök, magyar területen is ismert volt. A Dunántúlon ezen a napon készítették, belsejébe gyertyát tettek, majd az ablakba helyezték, hogy a háziakat megijesszék. A Skandináv országokban, ahol a fényre a hosszú zord tél miatt nagyon vágynak az emberek, Luca napja lényegesen jelentősebb ünnep, mint nálunk.